# Phlegmariurus brachystachys
Phlegmariurus brachystachys är en lummerväxtart som först beskrevs av John Gilbert Baker, och fick sitt nu gällande namn av A. R.Field och Bostock. Phlegmariurus brachystachys ingår i släktet Phlegmariurus och familjen lummerväxter. Inga underarter finns listade i Catalogue of Life.